# Халдеја
Халдеја (грч. Χαλδαία, акад. māt Kaldu, хебр. כשדים, арап. كلدان), је хеленистички назив за дио Вавилоније, смјештен око некадашњег сумерског града Ура који је постао независно краљевство под влашћу народа званог Халдејци. То је краљевство ратовало са страним династијама које су владале јужном Месопотамијом, углавном Акађанима и Вавилонцима. За вријеме владавине Хамурабија је потпало под вавилонску власт, али је сачувало властити идентитет.
Халдејски владари су с временом почели стицати све већу и већу власт и утицај над Вавилонијом, тако да се у античко доба израз Халдеја важио као синоним за Вавилонију. Прије тога је неколико Халдејаца накратко успјело постати краљевима Вавилона, али је тек 625. п. н. е. халдејски принц по имену Набопаласар успио трајно освојити власт у Вавилонији и основати Халдејску династију, односно државу која се назива Нововавилонско царство.
Током периода слабости у краљевству Вавилоније које је говорило источносемитски, нова племена миграната који су говорили западносемитски су пристигла у регион са Леванта између 11. и 9. века пре нове ере. Најранији таласи су се састојали од Сутеана и Арамејаца, а након једног века уследили су Калди, група која је касније постала позната као Халдеани или Халдејци. Ове сеобе нису утицале на моћно краљевство и царство Асирије у Горњој Месопотамији, које је одбило ове упаде.
Ови номадски Халдејци су се населили у крајњем југоисточном делу Вавилоније, углавном на левој обали Еуфрата. Иако се за кратко време име обично односило на целу јужну Месопотамију у хебрејској литератури, ово је био географски и историјски погрешан назив, јер је сама Халдеја заправо била само равница на крајњем југоистоку формирана од наслага Еуфрата и Тигра, која се протеже око 640 km (400 mi) дуж тока ових река и у просеку има око 160 km (100 mi) ширине.
Постојало је неколико краљева халдејског порекла који су владали Вавилонијом.‍:178 Од 626. п. н. е. до 539. п. н. е., владарска породица која се назива Халдејска династија, названа по њиховом могућем халдејском пореклу,:4 владала је краљевством на свом врхунцу под Нововавилонским царством, иако је коначни владар овог царства, Набонид (556–539. п. н. е.) (и његов син, и регент Валтазар) је био узурпатор асирског порекла.

## Име
Име Chaldaea је латинизација грчког имена Khaldaía (Χαλδαία), хеленизација акадског māt Kaldu или Kašdu. Име се појављује на хебрејском у Библији као Kaśdim (כשדים) и на арамејском као Kaśdāy (כשדי).
Хебрејска реч се вероватно појављује у Библији (Књига постања 22:22) у имену „Кесед“ (כשד), облику једнине од „Касдим“ (כשדים), што значи Халдејци. Кесед је идентификован као син Абрахамовог брата Нахора (и брат Кемуела, оца Арамовог), који је живео у Арам Нахарајму. Јеврејски историчар Флавије Јосиф (37 – око 100) такође повезује Арфаксада и Халдеју, у својим Старинама о Јеврејима, наводећи: „Арфаксад је именовао Арфаксадите, који се сада зову Халдејци.“

## Земља
У раном периоду, између раног 9. века и касног 7. века пре нове ере, мат Калди је био назив мале спорадично независне територије коју су основали мигранти под доминацијом Неоасирског царства (911–605. п. н. е.) у југоисточној Вавилонији, која се простирала до западних обала Персијског залива.
Израз  mat Bit Yâkin је такође кориштен, очигледно као синоним. Бит Јакин је било име највећег и најмоћнијег од пет племена Халдејаца, или еквивалентно, њихове територије. Првобитни опсег Бит Јакина није тачно познат, али се простирало од доњег Тигра до Арабијског полуострва. Саргон II помиње да се протеже до Дилмуна или „морске земље“ (приморска источна Арабија). „Халдеја“ или мат Калди се генерално односила на ниско, мочварно, алувијално земљиште око ушћа Тигра и Еуфрата, које су у то време испуштале своје воде кроз одвојена ушћа у море.
Главни град племена Дур Јакин био је првобитно седиште Мардук-Баладана.